# Rhinyptia rufoclypeata
Rhinyptia rufoclypeata är en skalbaggsart som beskrevs av Machatschke 1971. Rhinyptia rufoclypeata ingår i släktet Rhinyptia och familjen Rutelidae. Inga underarter finns listade i Catalogue of Life.